# Gottlieb Taschler
Gottlieb Taschler (ur. 21 sierpnia 1961 w Anterselvie) – włoski biathlonista, brązowy medalista olimpijski i dwukrotny medalista mistrzostw świata.

## Kariera
W Pucharze Świata zadebiutował 14 stycznia 1982 roku w Egg am Etzel, zajmując 26. miejsce w biegu indywidualnym. Pierwsze punkty (do sezonu 2000/2001 punkty zdobywało 25. najlepszych zawodników) zdobył 23 lutego 1983 roku w Anterselvie, gdzie zajął 18. miejsce w tej samej konkurencji. Na podium zawodów tego cyklu jedyny raz stanął 16 stycznia 1986 roku w tej samej miejscowości, kończąc rywalizację w biegu indywidualnym na drugiej pozycji. W zawodach tych rozdzielił dwóch reprezentantów ZSRR: Walerija Miedwiedcewa i Siergieja Antonowa. W sezonie 1985/1986 zajął 18. miejsce w klasyfikacji generalnej.
W 1986 roku wspólnie z Wernerem Kiemem, Johannem Passlerem i Andreasem Zingerle zdobył brązowy medal w sztafecie podczas mistrzostw świata w Oslo. Zajął tam także szóste miejsce w sprincie. Na rozgrywanych pięć lat później mistrzostwach świata w Lahti wraz z Hubertem Leitgebem, Simonem Demetzem i Andreasem Zingerle zwyciężył w biegu drużynowym. Był też między innymi piąty w biegu indywidualnym na mistrzostwach świata w Ruhpolding w 1985 roku.
Na igrzyskach olimpijskich w Sarajewie w 1984 roku był dziewiętnasty w sprincie i piąty w sztafecie. Podczas igrzysk w Calgary cztery lata później reprezentacja Włoch w składzie z MŚ 1986 ponownie zajęła trzecie miejsce. Był też jedenasty w biegu indywidualnym. Brał również udział w igrzyskach olimpijskich w Albertville w 1992 roku, gdzie uplasował się na 44, pozycji w biegu indywidualnym.
Po zakończeniu kariery pracował jako trener, prowadził między innymi reprezentację Włoch. Był też działaczem Międzynarodowej Unii Biathlonu (IBU).
Ojciec Daniela, także biathlonisty.

## Osiągnięcia

### Igrzyska olimpijskie
| Rok  | Miejscowość | Konkurencje | Konkurencje | Konkurencje | Konkurencje | Konkurencje | Konkurencje | Konkurencje |
| Rok  | Miejscowość | IN          | SP          | PU          | MS          | RL          | MR          | SR          |
| ---- | ----------- | ----------- | ----------- | ----------- | ----------- | ----------- | ----------- | ----------- |
| 1984 | Sarajewo    | –           | 19.         | nd.         | nd.         | 5.          | nd.         | –           |
| 1988 | Calgary     | 11.         | –           | nd.         | nd.         | 3.          | nd.         | –           |
| 1992 | Albertville | 44.         | –           | nd.         | nd.         | –           | nd.         | –           |

### Mistrzostwa świata
| Rok  | Miejscowość            | Konkurencje | Konkurencje | Konkurencje | Konkurencje | Konkurencje | Konkurencje | Konkurencje |
| Rok  | Miejscowość            | IN          | SP          | PU          | MS          | RL          | MR          | SR          |
| ---- | ---------------------- | ----------- | ----------- | ----------- | ----------- | ----------- | ----------- | ----------- |
| 1983 | Anterselva             | 18.         | –           | nd.         | nd.         | 10.         | nd.         | –           |
| 1985 | Ruhpolding             | 5.          | –           | nd.         | nd.         | 8.          | nd.         | –           |
| 1986 | Oslo                   | 29.         | 6.          | nd.         | nd.         | 3.          | nd.         | –           |
| 1987 | Lake Placid            | 18.         | –           | nd.         | nd.         | 8.          | nd.         | –           |
| 1989 | Feistritz              | 23.         | 16.         | nd.         | nd.         | –           | nd.         | –           |
| 1990 | Mińsk/Oslo/Kontiolahti | 50.         | –           | nd.         | nd.         | –           | nd.         | –           |
| 1991 | Lahti                  | –           | –           | nd.         | nd.         | –           | nd.         | –           |

### Puchar Świata
| Sezon     | Miejsce |
| --------- | ------- |
| 1981/1982 | -       |
| 1982/1983 | ?       |
| 1983/1984 | ?       |
| 1984/1985 | 34.     |
| 1985/1986 | 18.     |
| 1986/1987 | 41.     |
| 1987/1988 | 41.     |
| 1988/1989 | 37.     |
| 1989/1990 | 28.     |
| 1990/1991 | 35.     |
| 1991/1992 | 68.     |

#### Miejsca na podium chronologicznie
| Lp. | Dzień       | Rok  | Miejscowość | Konkurencja                | Lokata | Pudła   | Czas biegu | Strata  | Zwycięzca           |
| --- | ----------- | ---- | ----------- | -------------------------- | ------ | ------- | ---------- | ------- | ------------------- |
| 1.  | 16 stycznia | 1986 | Anterselva  | Bieg indywidualny na 20 km | 2.     | 0+0+0+0 | 1:03:19,8  | +1:22,1 | Walerij Miedwiedcew |